# أرشيبالد فنسنت أرنولد
أرشيبالد فنسنت أرنولد (بالإنجليزية: Archibald Vincent Arnold)‏ هو لاعب كرة قدم أمريكية وضابط أمريكي، ولد في 24 فبراير 1889 في كولينسفيل في الولايات المتحدة، وتوفي في 4 يناير 1973 في ساوثرين بينيس في الولايات المتحدة.